# El Bnoud
El Bnoud ou Benoud (em árabe: البنود) é um município localizado na província de El Bayadh, Argélia. Segundo o censo de 2008, a população total da cidade era de 1 607 habitantes.